# 루이스 레이먼드
루이스 보스먼 레이먼드(Louis Bosman Raymond, 1895년 6월 28일 ~ 1962년 1월 30일)는 남아프리카 연방의 남자 테니스 선수였다.
프리토리아에서 태어난 그는 1920년 안트베르펀 올림픽에서 금메달을 획득하는 데 단식 결승전에서 일본의 구마가에 이치야를 꺾었다.
그는 6회의 남아프리카 연방 오픈을 우승하였는 데, 1930년과 1931년의 승리들은 물론 1921년부터 1924년을 통하여 4개의 연속적 타이틀을 우승하였다.
1924년 윔블던 선수권 대회에서 단식 종목의 준결승전으로 이루어 연속적 세트에서 최후의 챔피언 장 보로트라에게 패하였다. 1927년 프랑스 오픈의 준준결승전에 도달하여 빌 틸던에게 패하였다.
1919년과 1931년 사이에 레이먼드는 남아프리카 연방 데이비스 컵을 위한 10개의 쟁탈전에서 활약하였고, 10승 11패의 기록을 가지고 있다.
66세의 나이로 요하네스버그에서 사망하였다.